# ダリヤ・クリシナ
ダリヤ・クリシナ（ロシア語: Дарья Игоревна Клишина、1991年1月15日 - ）は、ロシアの女子陸上競技選手で、専門は走幅跳である。女子走幅跳のロシアのジュニア記録（7m03）を保持している。トヴェリ出身。

## 経歴
2007年に世界ユース選手権で金メダルを獲得し、2009年のヨーロッパジュニア選手権では大会新記録となる6m80をマークして優勝した。
2010年は、モスクワで自己ベストの室内記録となる6m87をマークする。その後世界室内選手権に出場したが、記録が伸びず結果は5位となった。また、ロシアのジュコーフスキーで開催されたズナメンスキー記念大会では7m03をマークし、ロシアのジュニア記録を塗り替えた。
2011年は、ヨーロッパ室内選手権、ヨーロッパチーム選手権、ヨーロッパU23選手権を立て続けに制覇した。特にヨーロッパU23選手権では2011年の世界2位となる7m05をマークしている。

## 自己ベスト
- 走幅跳（屋外） - 7m05（2011年7月17日）
- 走幅跳（室内） - 7m01（2013年3月2日）

## 主な実績
| 年   | 大会                     | 場所             | 結果 | 記録 |
| ---- | ------------------------ | ---------------- | ---- | ---- |
| 2007 | 世界ユース選手権         | オストラヴァ     | 1位  | 6m47 |
| 2009 | ヨーロッパジュニア選手権 | ノヴィ・サド     | 1位  | 6m80 |
| 2010 | 世界室内選手権           | ドーハ           | 5位  | 6m62 |
| 2011 | ヨーロッパ室内選手権     | パリ             | 1位  | 6m80 |
| 2011 | ヨーロッパチーム選手権   | ストックホルム   | 1位  | 6m74 |
| 2011 | ヨーロッパU23選手権      | オストラヴァ     | 1位  | 7m05 |
| 2011 | 世界選手権               | 大邱             | 7位  | 6m50 |
| 2012 | 世界室内選手権           | イスタンブール   | 4位  | 6m85 |
| 2013 | ヨーロッパ室内選手権     | ヨーテボリ       | 1位  | 7m01 |
| 2013 | ユニバーシアード         | カザン           | 1位  | 6m90 |
| 2013 | 世界選手権               | モスクワ         | 7位  | 6m76 |
| 2014 | 世界室内選手権           | ソポト           | 7位  | 6m51 |
| 2014 | ヨーロッパ選手権         | チューリッヒ     | 3位  | 6m65 |
| 2015 | 世界選手権               | 北京市           | 10位 | 6m65 |
| 2016 | オリンピック             | リオデジャネイロ | 9位  | 6m63 |
| 2017 | ヨーロッパ室内選手権     | ベオグラード     | 4位  | 6m84 |
| 2017 | 世界選手権               | ロンドン         | 2位  | 7m00 |